# Sigoyer (Alpy Górnej Prowansji)
Sigoyer – miejscowość i gmina we Francji, w regionie Prowansja-Alpy-Lazurowe Wybrzeże, w departamencie Alpy Górnej Prowansji.

## Demografia
Według danych na rok 1990 gminę zamieszkiwało 88 osób, a gęstość zaludnienia wynosiła 6 osób/km². W styczniu 2015 r. Sigoyer zamieszkiwały 104 osoby, przy gęstości zaludnienia wynoszącej 7,1 osób/km².